# Inséparable
Agapornis
Pour les articles homonymes, voir Inséparable (homonymie).
Genre
Les inséparables (Agapornis sp.) sont de petits psittacidés vivant dans le sud de l'Afrique et à Madagascar.

## Systématique
Les inséparables peuvent être subdivisés en trois groupes :
- les oiseaux présentant un net dimorphisme sexuel ;
- les oiseaux à cercle orbital blanc ne présentant pas de dimorphisme sexuel ;
- enfin, deux espèces ne présentant ni dimorphisme sexuel ni cercle orbital blanc, l'Inséparable rosegorge et l'inséparable à collier noir.

## Répartition

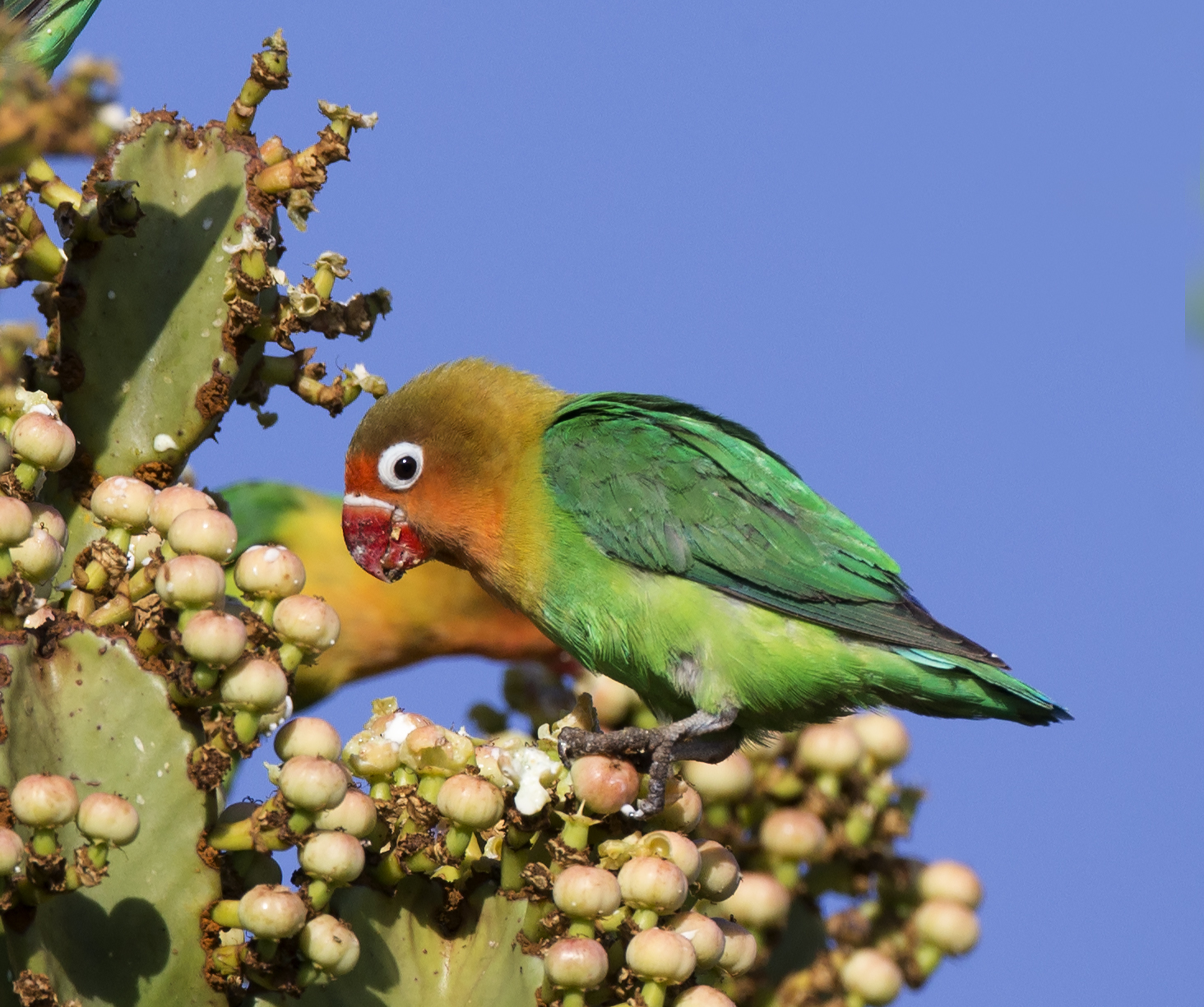
Photographie d'un agapornis fischeri prise dans le parc national du Serengeti en Tanzanie en 2012.

Les inséparables sont de petits perroquets vivant principalement dans le sud et le sud-est de l'Afrique.

### Naturalisation
Une population férale de trois espèces d'inséparables est établie depuis 1992 à Saint-Jean-Cap-Ferrat et Beaulieu-sur-Mer sur la Côte d'Azur ; parmi ces espèces, seuls les inséparables de Fischer se sont reproduits : ils sont donc inscrits en catégorie C de la liste des oiseaux de France.

### Caractéristiques
Durée de vie : 12 à 15 ans

## Étymologie
Le terme « inséparable » tient au fait que les oiseaux de ce genre demeurent généralement en couples extrêmement liés. Selon une croyance répandue, si l'un des oiseaux meurt, l'autre se laisse mourir. En réalité, l'inséparable peut vivre seul, mais c'est un animal grégaire : il aime avant tout vivre en collectivité.   

## Liste des espèces
D'après la classification de référence (version 2.2, 2009) du Congrès ornithologique international (ordre phylogénique) :
- Agapornis canus – Inséparable à tête grise ;
- Agapornis pullarius – Inséparable à tête rouge ;
- Agapornis taranta – Inséparable d'Abyssinie ;
- Agapornis swindernianus – Inséparable à collier noir ;
- Agapornis roseicollis – Inséparable rosegorge ;
- Agapornis fischeri – Inséparable de Fischer ;
- Agapornis personatus – Inséparable masqué ;
- Agapornis lilianae – Inséparable de Lilian ;
- Agapornis nigrigenis – Inséparable à joues noires.